# José Asunción Silva
José Asunción Silva (Bogotà, 27 novembre 1865 – Bogotà, 23 maggio 1896) è stato un poeta colombiano.

## Biografia
Inizialmente decadentista alla maniera di Paul Verlaine, divenne con Nocturno (1894) uno dei fondatori della corrente del modernismo. Nel 1895 redasse l'opera De Sobremesa. Strinse una profonda amicizia con il poeta Julio Flórez.
Nel 1896 morì suicida sparandosi al cuore.